# 都城市立明和小学校
都城市立明和小学校（みやこのじょうしりつ めいわしょうがっこう）は、宮崎県都城市久保原町にある公立の小学校。

## 概要
歴史
1992年（平成4年）に都城市立五十市小学校と都城市立西小学校から分離される形で創立。2022年（令和4年）には創立30周年を迎えた。
校章
中央に校名である「明和」（横書き）の文字を配している。
校歌
タイトルは「明るく、仲よく」。作詞は久味木福市、作曲は大中恩による。歌詞は3番まであり、各番の歌詞中に校名の「明和」が登場する。
通学区域
都城市のうち、「久保原町、蓑原町（一部）」。
中学校区は都城市立西中学校、都城市立五十市中学校（一部）。

## 沿革
- 1992年（平成4年）
  - 4月1日 - 都城市立五十市小学校および都城市立西小学校から「都城市立明和小学校」（現校名）が分離。
  - 4月6日 - 開校式を挙行。児童数472（新入生を含む）
  - 5月5日 - 校歌を制定。
  - 5月23日 - 校章を制定。
  - 6月 - 学校の木「エノキ」を植樹。
  - 7月15日 - 創立記念式典を挙行。
  - 11月 - 学校の花木をキンモクセイにする。
- 1993年（平成5年）6月14日 - 創立記念日を7月1日に決定。
- 1994年（平成6年）10月 - あいさつモニュメントを設置。
- 1997年（平成9年）2月 - 創立5周年を記念して、タイムカプセルを埋設。
- 2022年（令和4年）1月18日 - 創立30周年記念式典を挙行。

## 交通アクセス
最寄りの鉄道駅
- JR九州 日豊本線「五十市駅」

最寄りの幹線道路
- 宮崎県道・鹿児島県道2号都城隼人線
- 国道10号（都城道路）「平塚IC」

## 周辺
- 五十市認定こども園
- 都城市立五十市中学校
- 陸上自衛隊 都城駐屯所